# Skarbnica wiedzy
Skarbnica wiedzy – komiks Dona Rosy, po raz pierwszy opublikowany w 1993 roku. W Polsce ukazał się w Kaczorze Donaldzie 2009/44.

## Fabuła
Donald i jego siostrzeńcy wybierają się na otwarcie Muzeum Młodych Skautów w Kaczogrodzie. Najcenniejszym ze zgromadzonych eksponatów jest należąca niegdyś do Karbidona Kwaczaka najstarsza znana kopia Poradnika Młodego Skauta.
W tym samym czasie Sknerus McKwacz usiłuje uzyskać dostęp do współczesnej wersji Poradnika, licząc na to, że zawarte w nim wiadomości pomogą mu w odnalezieniu licznych skarbów. Przyznaje jednak, że bardziej uradowałoby go odnalezienie zawartości Biblioteki Aleksandryjskiej, zawierającej większość wiedzy antycznego świata. Słysząc to, wódz Młodych Skautów zgadza się, by Sknerus mógł wykorzystać wiedzę zawartą w Poradniku do odnalezienia Biblioteki, która mogła, zdaniem Skautów, przetrwać.
Hyzio, Dyzio, Zyzio i Sknerus wyruszają do Aleksandrii (zostawiając Donalda jako strażnika Sknerusowego skarbca), gdzie spotykają się z Hassanem ben Efisem, dyrektorem miejscowej biblioteki. Choć bibliotekarz nie jest w stanie powiedzieć im, gdzie znajdował się budynek Biblioteki, chłopcy radzą sobie z pomocą Poradnika: według zawartych w nim danych Arystarch z Samos miał stwierdzić kulistość Ziemi i jej obrót wokół słońca przez obserwację cienia latarni na Faros; 15 października (dzień Nowego Roku według Greków aleksandryjskich) miał on padać na Bibliotekę.
Poszukiwania prowadzą grupę na miejski stadion; Sknerusowi udaje się pozbyć graczy i widzów, dzięki czemu Skauci mogą zacząć wykopaliska. Udaje im się dostać do podziemnej krypty, gdzie znajdują grobowce Aleksandra Wielkiego i Kleopatry. Zyzio odczytuje całą historię z Poradnika: Ptolemeusz, jeden z generałów Aleksandra, wybudował ku jego czci Bibliotekę i kryształowy sarkofag. Setki lat później Kleopatra, uznając atakujące Egipt wojska Cezara za barbarzyńców, postanowiła przenieść oryginalne zwoje Biblioteki (pozostawiając „na górze” jedynie kopie) do krypty Aleksandra, gdzie później sama kazała się pochować.
Grupa odnajduje brązowe tuby, gdzie przechowywane były zwoje papirusu, ale po tysiącach lat zamieniły się w pył. Niezrażeni siostrzeńcy znajdują komnatę, w której Strażnicy Wielkiej Biblioteki (ludzie zorganizowani przez Kleopatrę do dbania o zawartość Biblioteki; ich symbolem był ibis – ptak egipskiego boga pisma, Thota) działali jeszcze 500 lat po Kleopatrze. Z pozostawionych notatek wynika, że kopie wszystkich zwojów zostały przeniesione do stolicy Bizancjum, Konstantynopola.
Ślad prowadzi do Bazyliki Świętego Jana Chrzciciela (Studios). Przebywający tam kapłan informuje grupę, że przed stuleciami w tym miejscu znajdowało się ponad 100 tysięcy pergaminowych zwojów, zawierających nie tylko wiadomości z Biblioteki Aleksandryjskiej, ale też z księgozbiorów krajów islamskich. Choć wszystkie oryginały spłonęło w wielkim pożarze z 937 roku, to przetrwały jednak kopie zwojów, przepisywane w skryptoriach w formie książek. Nowy księgozbiór był dumą Konstantynopola przez prawie 300 lat - w 1204 (w czasie IV krucjaty) zaginął, podobnie jak wiele innych skarby imperium.
Kaczki przenoszą się do Wenecji, do opactwa San Ucos, gdzie krzyżowcy mieli przenieść bibliotekę. Opat informuje ich, że z ksiąg, zgromadzonych w klasztorze, czerpali inspirację wielcy ludzie renesansu, m.in. Leonardo da Vinci, Michał Anioł i Marco Polo, który po powrocie ze swych podróży na Wschód uzupełnił zbiór o cenne druki z imperium Kubilaj-chana. Książki zaginęły jednak w 1485 roku, kiedy na klasztor runęła dzwonnica.
Kaczory znajdują zaginiony księgozbiór, ale po 500 latach wszystkie książki spleśniały. Opat przypomina jednak sobie, że do 1484 mnichom udało się (z pomocą wówczas wynalezionej metody Gutenberga) stworzyć przedruki, liczące łącznie 1000 tomów. Ten zbiór chciał kupić namiętny zbieracz książek, Wawrzyniec Wspaniały, chcąc z jego pomocą odnaleźć drogę do Indii; jednak druki zaginęły - przywłaszczył je sobie pośrednik Medyceusza, Cristóbal Colón.
Grupa przenosi się do Biblioteca Columbina w Sewilli, gdzie z pomocą Poradnika rozszyfrowują notatki Kolumba, jakie pozostawił na czytanych przez siebie książkach. Wynika z nich, że książki skradzione Medyceuszowi zostały przewiezione do rezydencji Kolumba na Santo Domingo. W 1500 król Ferdynand posłał po Kolumba Franciszka Bobadillę i zawładnął biblioteką.
Sknerus zdaje sobie sprawę, że cokolwiek działoby się z księgozbiorem, z pewnością zostałoby opisane w kupionych przez niego jakiś czas temu dziennikach z Głównego Archiwum Indii. Cała czwórka wraca do Kaczogrodu i rozpoczyna poszukiwania w archiwach Sknerusowego skarbca.
Po godzinach spędzonych na poszukiwaniach Sknerus z pomocą siostrzeńców (i Poradnika) odkrywa, co działo się z biblioteką: w 1535 roku Francisco Pizarro zabrał ją do Limy, gdzie od 1551 roku była uzupełniania o materiały z Uniwersytetu Św. Marka (m.in. te związane z Majami, Inkami, Aztekami i Olmekami). W 1579 roku Hiszpanie zdecydowali się zabrać ją do domu, ale ich statek został napadnięty (najprawdopodobniej na zlecenie Elżbiety I) przez Francisa Drake’a. Anglik wybudował fort Drakeborough na wybrzeżu Ameryki i tam pozostawił zawartość biblioteki - nigdy nie trafiła do Anglii.
Siostrzeńcy dochodzą do wniosku, że na miejscu Drakeborough znajduje się obecnie skarbiec Sknerusa (wybudowany na miejscu dawnego kaczogrodzkiego fortu). Razem ze Sknerusem schodzą do podziemi, gdzie znajdują setki książek - zjedzonych przez myszy.
Oprócz nich w podziemiach znajdują także metalowy pojemnik z angielską inskrypcją. Autor, Fred McFont, wspomina, że jest ostatnią osobą w forcie i ostatnim członkiem grupy, która miała za zadanie skopiować bibliotekę dla królowej Elżbiety. Dla ułatwienia spisali jej zawartość (wiadomości, które nie znalazły się w żadnych innych książkach) w jednym tomie. Drake nigdy nie wrócił, by ją odebrać, ponieważ fort został zaatakowany przez krajowców.
Sknerus wpada we wściekłość, gdy metalowy pojemnik, mający zawierać książkę, okazuje się być pusty. Hyzio, Dyzio i Zyzio, domyślają się, że księga została znaleziona przez Korneliusza Kwaczaka, kiedy zdołał odeprzeć atak na fort, a następnie przekazał ją synowi Karbidonowi, aby uzupełnił ją o bardziej aktualne wiadomości. Tak powstał Poradnik Młodego Skauta: czyni to z Młodych Skautów spadkobierców Strażników Wielkiej Biblioteki (godło Skautów jest zresztą odwróconym o 180 stopni symbolem Strażników).